# Coup de foudre à Austenland
Pour plus de détails, voir Fiche technique et Distribution.
Coup de foudre à Austenland (Austenland) est une comédie romantique américano-britannique coécrite et réalisée par Jerusha Hess, sortie en 2013. Il s'agit de l'adaptation du roman de Shannon Hale, Coup de foudre à Austenland.

## Synopsis
Une jeune femme voyage jusqu'à un parc à thème consacré à Jane Austen dans l'espoir d'y rencontrer son Mr Darcy.

## Fiche technique
- Titre original : Austenland
- Réalisation : Jerusha Hess
- Scénario : Jerusha Hess et Shannon Hale d'après son roman
- Direction artistique : James Merifield
- Décors : Patrick Rolfe
- Costumes : Annie Hardinge
- Montage : Nick Fenton
- Musique : Ilan Eshkeri
- Photographie : Larry Smith
- Son :
- Production : Stephenie Meyer et Gina Mingacci
- Sociétés de production : Fickle Fish Films et Moxie Pictures
- Sociétés de distribution :  Sony Pictures Classics
- Pays d’origine :  États-Unis /  Royaume-Uni
- Budget :
- Langue : anglais
- Durée : 97 minutes
- Format : Couleurs - 35 mm - 2.35:1 -  Son Dolby numérique
- Genre : Comédie romantique
- Dates de sortie :
- États-Unis : 16 août 2013

## Distribution
- Keri Russell (VF : Barbara Delsol) : Jane Hayes
- J. J. Feild (VF : Xavier Fagnon) : Henry Nobley
- Jennifer Coolidge (VF : Hélène Chanson) : Elizabeth Charming
- Bret McKenzie (VF : Olivier Chauvel) : Martin

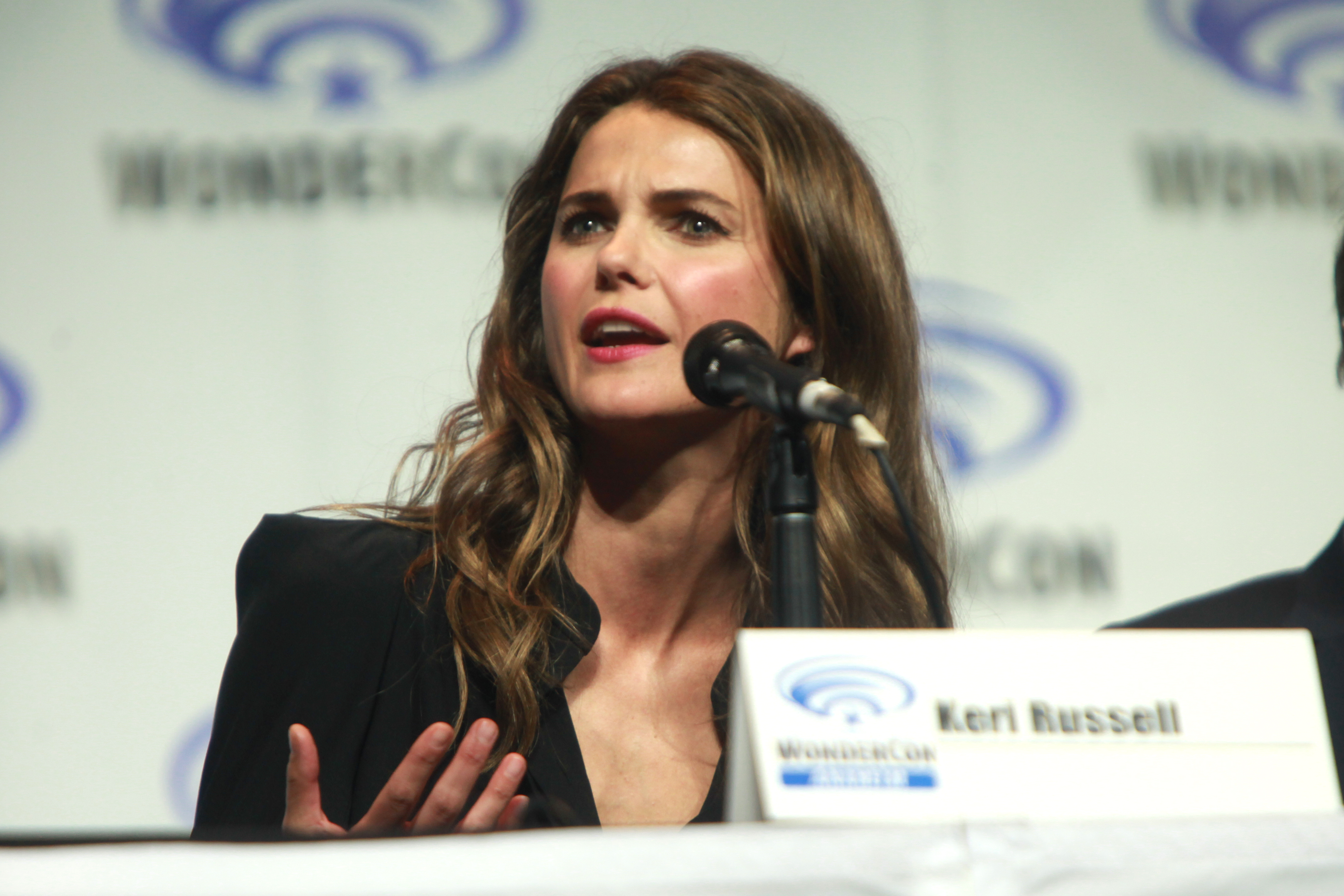
L'actrice principale Keri Russell en avril 2014.

- Georgia King (VF : Karine Foviau) : Lady Amelia Heartwright
- James Callis (VF : Guy Chapellier) : le colonel Andrews
- Jane Seymour (VF : Évelyn Séléna) : Mme Wattlesbrook
- Demetri Goritsas (VF : Jérôme Keen) : Jimmy
- Ricky Whittle (VF : Pascal Nowak) : le capitaine George East

Source et légende : Version française (VF) sur RS Doublage

## Distinctions

### Nominations et nominations
- Festival du film de Sundance 2013 : sélection « U.S. Dramatic Competition »